# Aviatorilor
Aviatorilor este un cartier situat în sectorul 1 al Bucureștiului.

## Limitele cartierului
La nord se învecinează cu parcul Herăstrău, pe bulevardul Constantin Prezan, la sud cu cartierul Victoriei, în partea estică se limitează cu cartierul Dorobanți și cartierul Primăverii iar la vest cu cartierul Grivița, pe bulevardul Ioan Mihalache.

## Descriere
În Aviatorilor, se poate ajunge cu Metroul M2, coborând la Piața Victoriei sau Aviatorilor, la Piața Charles De Gaulle. Este un cartier mai mult de protocol, fiind făcut mai ales pentru ambasade și armată. Nu există blocuri sau magazine. Principalele străzi importante din acest cartier sunt șoseaua Kiseleff și Bulevardul Aviatorilor. La intrarea pe șoseaua Kiseleff, vis-a-vis de Piața Victoriei sunt trei muzee importante: Muzeul Național „Grigore Antipa”, Muzeul Țăranului Român și Muzeul Național de Geologie. În acest cartier există două parcuri: Parcul Kiseleff și Parcul Bordei. Parcul Kiseleff este separat 
de șoseaua ce-i poartă numele, fiind împărțit în două sectoare. Parcul are la bază vegetație foarte bogată, două zone special amenajate pentru practicarea sportului, terenuri de joacă pentru copii, o fântână arteziană, câteva statui cu diverse semnificații și multe bănci.
La capătul Bulevardului Aviatorilor este situat Parcul Bordei, un parc special amenajat pentru cei ce vor să se plimbe în aer liber. În acest parc, într-o insula înconjurată de lac, se întâlnesc lebede și păuni. Păunii sunt ținuți într-o grădină împrejmuită cu gard, unde pot fi admirați de vizitatori. 
Între Piața Charles De Gaulle și Piața Victoriei este situată statuia eroilor aerului. De-a lungul Bulevardului Aviatorilor se pot întâlni case și străzi.

## Obiective

### Parcul Kiseleff
Parcul Kiseleff este traversat de șoseaua ce-i poartă numele. Parcul a fost cândva pădure, iar când Bucureștiul a început să se extindă, pădurea a fost înlocuită cu acest parc. În parc au fost construite câteva monumente, realizate cu sprijinul anumitor ambasade. În prezent parcul are o suprafață de 31.690 m². Este unul dintre cele mai frumoase parcuri din capitală. În parc există un monument creat recent, în anul 2000, Monumentul Infanteriei Romane, cu ocazia împlinirii a 170 de ani de la înființarea primelor unități de infanterie și a sărbătoririi forțelor terestre. Monumentul subliniază jertfa generațiilor de infanteriști care au servit tara sub drapel. Monumentul Infanteriei Romane a fost realizat de sculptorul Ioan Bolborea, este făcut din bronz, are o înălțime de 10,5 m, un diametru de 3 m și o greutate de 50 tone. În interiorul parcului sunt existente mai multe statui reprezentând busturile unor oameni de cultură: Nicolae Leonard, Ovidiu, Barbu Ștefănescu Delavrancea.

### Biserica Sacré Coeur
Biserica romano-catolică „Prea Sfântă Inimă a lui Iisus” (Biserica franceză din București Sacré Coeur) din București, sector 1, strada Demetriade nr. 3, a fost construită în anul 1930 alături de Compania Fiicelor Carității ale Sfântului Vincențiu de Paul, institut instalat în București la propunerea monseniorului Vladimir Ghika in 1906.
Situată pe strada Av. Demetriade, în apropierea Statuii Aviatorilor, Biserica Franceză „Sacré Coeur” are o istorie zbuciumată. Construită în 1930, în ea activau surorile Congregației „Fiicele Carității Sfântului Vincențiu de Paul”. Ele au fost obligate de regimul comunist să părăsească România în 1948. Imediat după plecare, regimul comunist a confiscat clădirile în care surorile activaseră și care adăposteau un sanatoriu. În prezent, în acele clădiri funcționează Spitalul Parhon.
Din anul 1948 activitatea caritativă a surorilor fața de cei săraci, orfani și bolnavi a fost interzisă. În locul fostei mănăstiri și al sanatoriului Sf. Vincențiu de Paul, funcționează astăzi Institutul de endocrinologie C.I.Parhon.
Între anii 1957-1991 biserica a fost închisă, iar la 1 decembrie 1991, Arhiepiscopul Dr.Ioan Robu a înființat parohia „Sacré Coeur” pentru comunitatea română din cartier și pentru credincioșii de limba franceză, engleză și arabă din București.

### Unități de învățământ ale cartierului
Pe lângă șoseaua Kiseleff, spre Piața Victoriei, se află școala cu clasele I-VIII numărul 11 „Eliade Rădulescu”. Cartierul nu prea beneficiază de multe unități de învățământ, aceasta fiind singura școală.

### Monumentul Eroilor Aerului
Monumentul Eroilor Aerului din București, cunoscut și ca "Statuia Aviatorilor" reprezintă statuia care înfrumusețează cartierul, dându-i o importanță acestuia, precum și o istorie destul de interesantă. Monumentul a fost inaugurat, în anul 1935, la București, fiind o operă ce aparține sculptorilor Iosif Fekete și Lidia Kotzebue. În cazul evenimentelor importante cum ar fi Ziua Aviației, statuia este împodobită cu coroane, flori și jerbe în timpul scurtelor ceremoniale religioase și militare.